# Carolina Borrell
Carolina Borrell Penades (Murcia) es una ex gimnasta rítmica española que compitió en la selección nacional de gimnasia rítmica de España. Como individual logró el bronce tanto por equipos como en mazas en el Campeonato Europeo Júnior de Lisboa (1991), mientras que con el conjunto español consiguió el bronce tanto en la general como en 4 aros y 4 mazas en el Campeonato Europeo de Bucarest (1993).

## Biografía deportiva

### Inicios
Se formó como gimnasta rítmica en la Escuela de Competición de Murcia.

### Etapa en la selección nacional

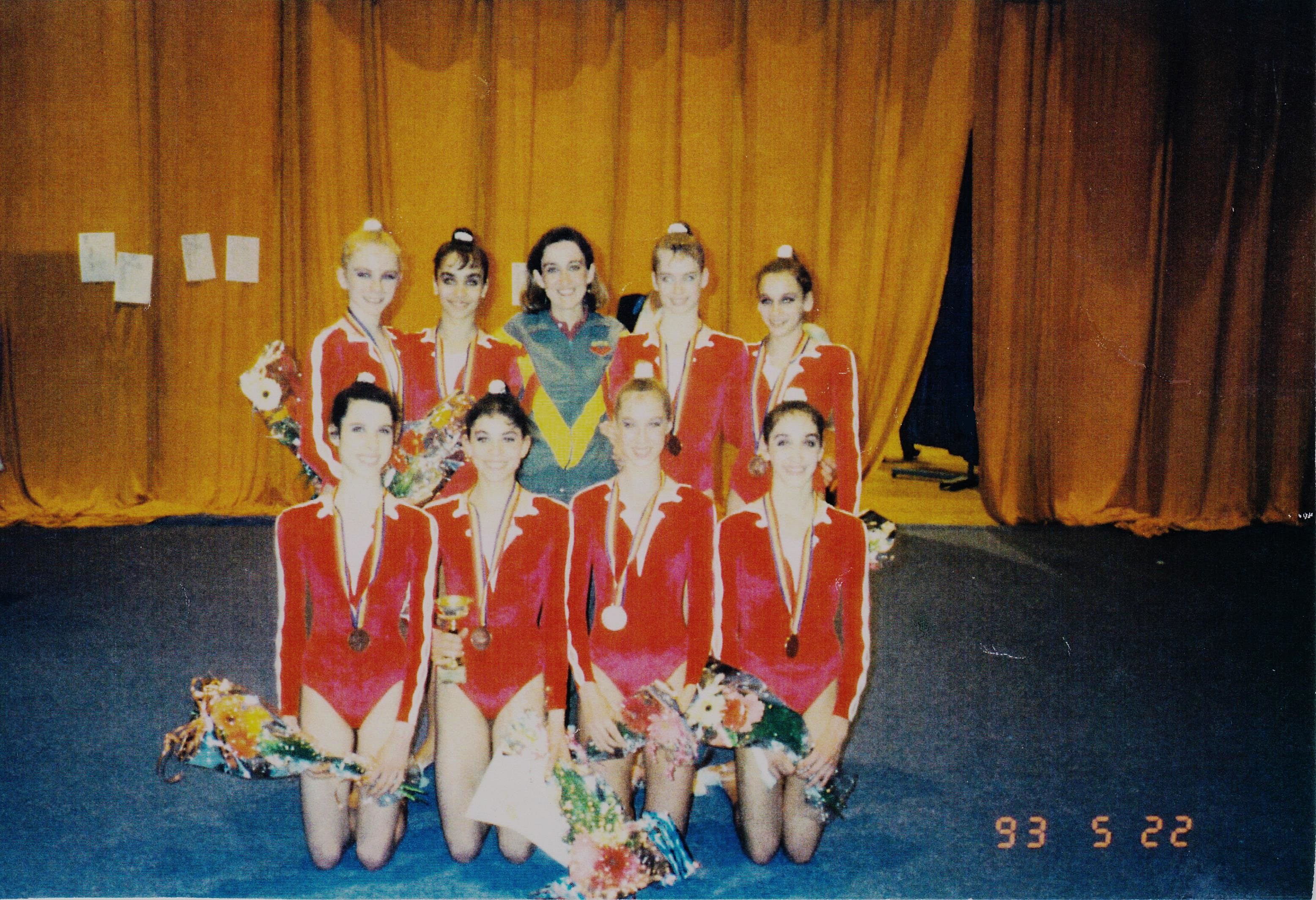
Carolina (abajo, a la derecha) con el bronce en el Europeo de Bucarest (1993).

#### 1991 - 1992: individual júnior
En 1991 entró en la selección nacional de gimnasia rítmica de España como gimnasta individual júnior, participando en el Campeonato de Europa Júnior de Lisboa, donde obtuvo la medalla de bronce por equipos junto a Rosabel Espinosa, Bárbara Plaza y la suplente Peligros Piñero, así como la medalla de bronce en la final de mazas. Ese mismo año fue medalla de bronce en categoría de honor en el Campeonato de España Individual, celebrado en Torrevieja, donde quedó por detrás de Carolina Pascual y Mónica Ferrández.

#### 1993: Europeo de Bucarest
En 1993 pasó a formar parte del conjunto español sénior de la selección nacional de gimnasia rítmica de España. Ese año Ana Roncero pasó a ser seleccionadora nacional y María Fernández Ostolaza se incorporó como entrenadora del conjunto. El renovado conjunto titular para ese año lo integraron Carolina, Alicia Martín, Cristina Martínez, Maider Olleta, Bárbara Plaza y Pilar Rodrigo, con María Álvarez y Regina Guati como suplentes. También se encontraban en el conjunto Lorena Barbadillo, Paula Cabo y Eva Velasco. En el Campeonato de Europa de Bucarest, el conjunto español logró la medalla de bronce en el concurso general y en la final de 4 aros y 4 mazas, y el 6º puesto en 6 cuerdas. Se retiró tras este campeonato.

## Equipamientos
| Período     | Proveedor  |
| ----------- | ---------- |
| 1991 - 1993 | Arena      |
| 1993        | John Smith |

## Música de los ejercicios
| Año  | Aparatos         | Música                                                                                      |
| ---- | ---------------- | ------------------------------------------------------------------------------------------- |
| 1990 | Pelota           | Adagio de Albinoni, compuesto por Remo Giazotto.                                            |
| 1990 | Cuerda           | «Smooth Criminal» de Michael Jackson.                                                       |
| 1990 | Cinta            | Desconocida.                                                                                |
| 1991 | Pelota           | «Unchained Melody», incluida en la banda sonora de Ghost.                                   |
| 1991 | Mazas            | Sonata para piano n.º 14 , conocida como Claro de luna, compuesta por Ludwig van Beethoven. |
| 1991 | Aro              | Desconocida.                                                                                |
| 1992 | Pelota           | Tema sin identificar de Ludwig van Beethoven.                                               |
| 1992 | Mazas            | Tango «Verano porteño», de Astor Piazzolla.                                                 |
| 1992 | Cuerda           | Pieza Asturias (Leyenda), perteneciente a la Suite española, Op. 47 de Isaac Albéniz.       |
| 1993 | 6 cuerdas        | Desconocida.                                                                                |
| 1993 | 4 aros y 4 mazas | Capricho español, de Nikolái Rimski-Kórsakov.                                               |

## Palmarés deportivo

### Selección española
| 1991 - Campeonato de Europa Júnior de Lisboa Bronce por equipos 6º puesto en concurso general 7º puesto en aro 4º puesto en pelota Bronce en mazas 1993 - Campeonato de Europa de Bucarest Bronce en concurso general 6º puesto en 6 cuerdas Bronce en 4 aros y 4 mazas |